# U-Bahn-Station Messe-Prater
Messe-Prater is een metrostation in het district Leopoldstadt van de Oostenrijkse hoofdstad Wenen. Het station werd geopend op 10 mei 2008 en wordt bediend door lijn U2.

## Geschiedenis
Op 26 januari 1968 werd besloten om een metronet in Wenen aan te leggen. De nadere uitwerking van het metronet, de U-Bahn-Netzvariante M uit 1970, omvatte meerdere lijnen met vertakkingen waarvan er een bij Praterstern zou komen, met de U1B als zijlijn van de U1 onder de Vorgartenstraße naar het Praterstadion. Nadat in september 1981 de eerste vertakking in operationele dienst tot grote verstoringen had geleid werd het idee van de vertakkingen, en daarmee U1B, opgegeven. 
Vanaf 1990 werd er onderzocht hoe het zuidelijke deel van Donaustadt aansluiting op de metro kon krijgen. De zuidelijke variant zou vanaf Karlsplatz als verlenging van U2 naar het oosten lopen, de noordelijke, waar in 1998 toe besloten werd, loopt vanaf Schottentor naar het oosten. In plaats van het station bij de Hillerstraße dat voor U1B zou worden gebouwd werd aan noordkant van de jaarbeurs het station Messe-Prater gebouwd onder de Ausstellungsstraße. Het tracé onder de Ausstellungsstraße ligt in het verlengde van de tunnels uit Schottenring in het westen, ten oosten van het station ligt de lijn bovengronds en volgt daar het tracé dat voor de U1B  was voorzien. De bouw van de U2 verlenging Schottenring – Stadion begon in 2002 en op 10 mei 2008 werd ze, samen met het station, geopend. Tegelijk werd tramlijn 21 door de Ausstellungsstraße opgeheven.

## Ligging en inrichting
Het station is genoemd naar de Wiener Messe, de jaarbeurs, en het recreatiegebied  Prater. Het ligt aan de zuidrand van de Stuwerwijk bij de noordoosthoek van het pretpark Wurstelprater onder de Ausstellungsstraße tussen de Nordportalstraße en de Messeplatz. Het eilandperron ligt onder groene daken met daklichten in bakken langs de straat.

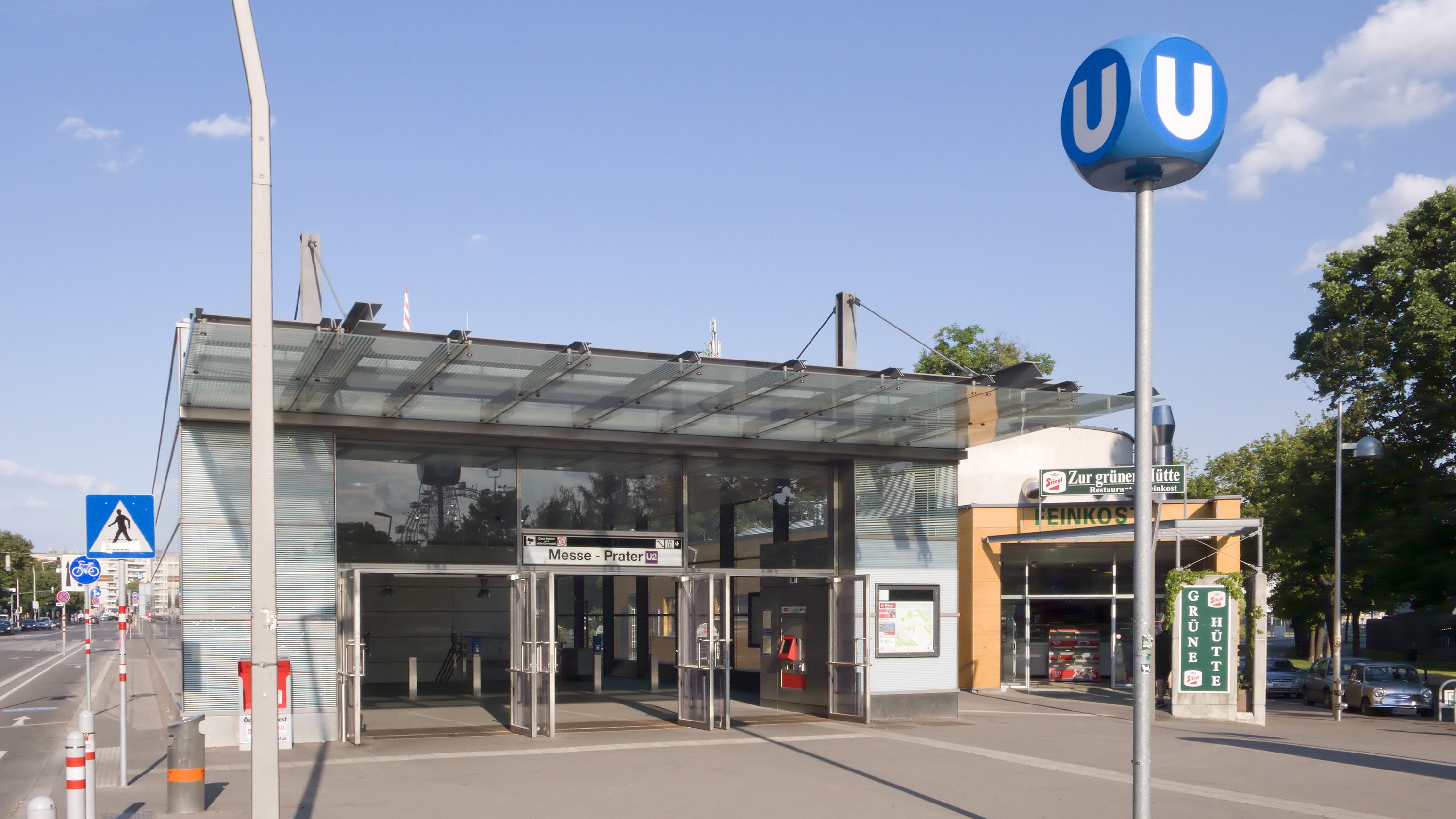
De toegang aan de pretparkzijde.
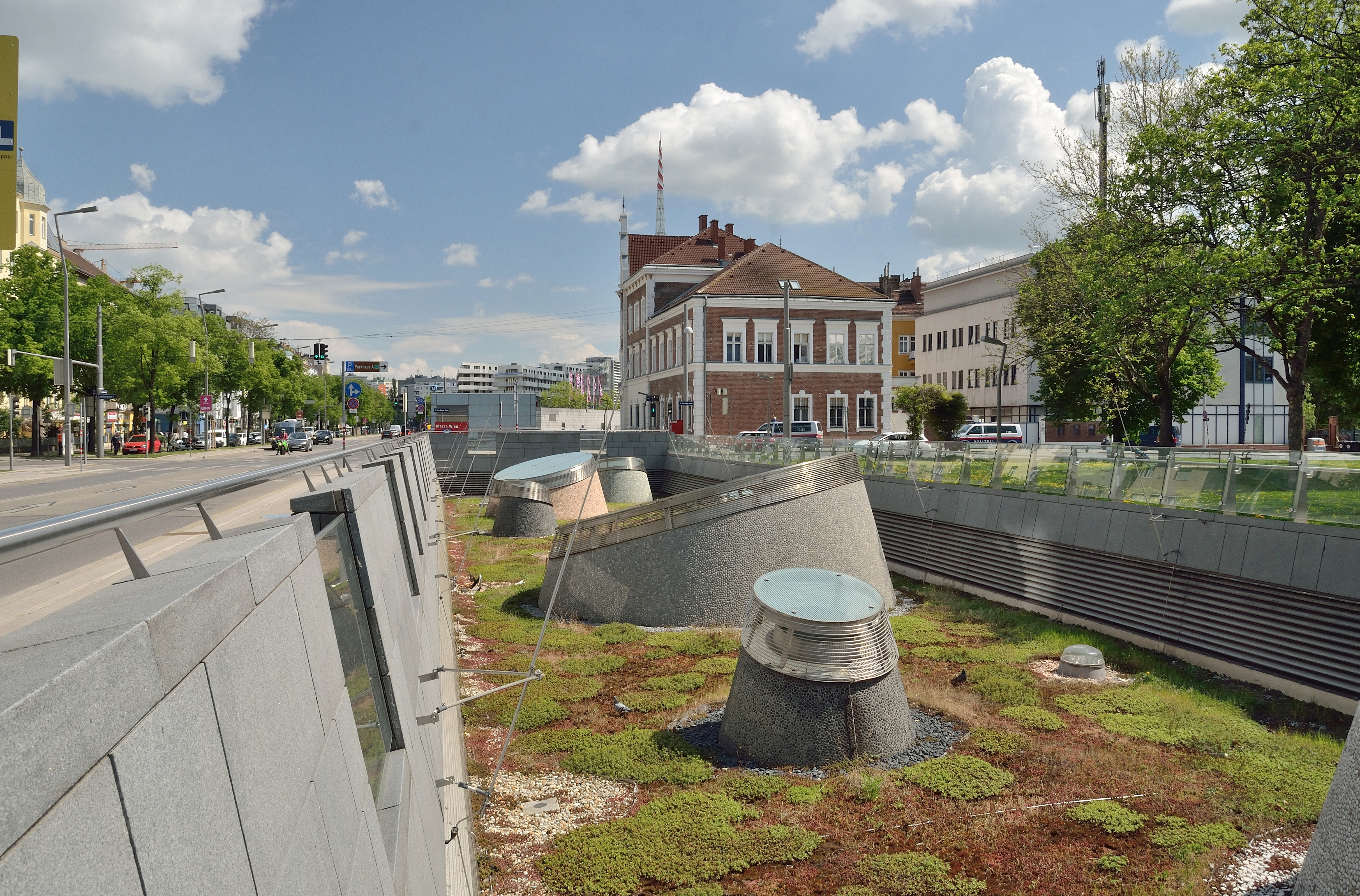
De groene daken met daklichten boven de perrons.
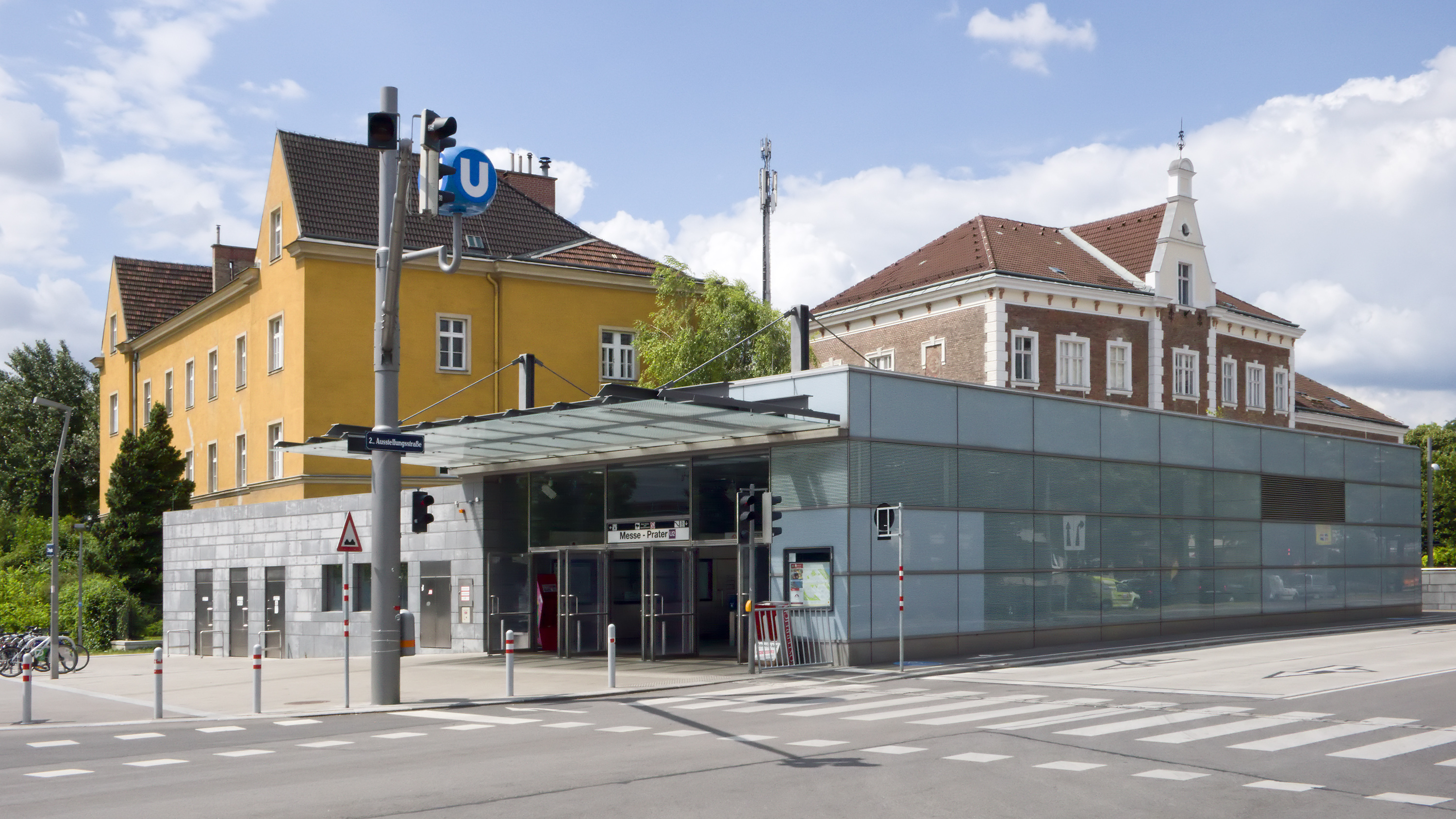
De toegang aan de jaarbeurszijde.